# Ferroviário AC (Porto Velho)
Ferroviário AC was een Braziliaanse voetbalclub uit Porto Velho in de staat Rondônia. 

## Geschiedenis
De club werd opgericht in 1943 en won drie jaar later voor het eerst het staatskampioenschap van Rondônia. In 1991 werd de club ontbonden. 

## Erelijst
Campeonato Rondoniense
1946, 1947, 1948, 1949, 1950, 1951, 1952, 1955, 1957, 1958, 1963, 1970, 1978, 1979, 1986, 1987, 1989